# 真島氏
真島氏（まじまし）は、信濃国（現在の長野県）出身の武家。間島・馬島とも記す。
小笠原氏庶流大室氏の末裔とされる。

## 概要
真島氏は信濃国埴科郡真島郷（現在の長野市真島町真島）出身の一族である。真島は隣接する牛島地域と合わせて、平安時代には大室牧を形成していた。鎌倉時代中期には、小笠原氏庶流の大井光長の長男・大井時光が大室を相続し、大室氏の祖となったという。
大室氏は時光-光家-政光-政朝と続くが、誰が真島氏の祖かは不明。嘉暦4年（元徳元年、1329年）には、諏訪大社上社の五月会御射山の頭役のうち、六番右頭を命じられている。『諏訪御符礼之古書』享徳3年（1454年）条や長禄4年（1460年）には真島入道沙弥慈昌の名前が見える。真島慈昌は諏訪神社花会頭役を務め、その子孫と見られる
- 讃岐守昌持（寛正7年（1466年））
- 讃岐守昌枝（文明2年（1470年）・同3年（1471年）)
- 讃岐守昌政（文明6年（1474年）・同10年（1478年））
- 宮内少輔昌秀（文明15年（1482年））
- 周防守昌持（長享2年（1488年））

などの地頭も祭事の頭役をそれぞれ勤めている。大永3年（1523年）には、真島右衛門尉が眼病平癒祈願のために自身の屋敷内に薬師如来堂を建て、医王院を創立している。『上諏訪大宮同前宮瑞籬外垣造宮帳』によると、天正7年（1579年）2月6日には馬島大夫加賀守が瑞籬を用意したことが記されている。
戦国時代には村上義清や越後上杉氏に従い、天正10年（1582年）7月13日には上杉景勝が真島与七郎の所領を安堵している。また、文禄3年（1594年）の上杉氏の「定納員数目録」に「二一七石真島民部、三五石真島源左衛門、七石真島平助」とある。当時の真島氏は当主が2代続けて「民部之亟」を名乗ったとされ、春日山城二の丸の書院番頭を務めた。慶長3年（1598年）には、景勝に従って真島氏も会津、次いで米沢へ移住した。米沢市南原の真島氏は帰農した子孫とされる。